# Negenborn
Negenborn é um município da Alemanha localizado no distrito de Holzminden, estado da Baixa Saxônia.
Pertence ao Samtgemeinde de Bevern.

## Demografia
Evolução da população:
| Ano  | População |
| ---- | --------- |
| 1925 | 1.031     |
| 1933 | 998       |
| 1939 | 935       |
| 1996 | 779       |
| 2006 | 749       |